# 深戸駅

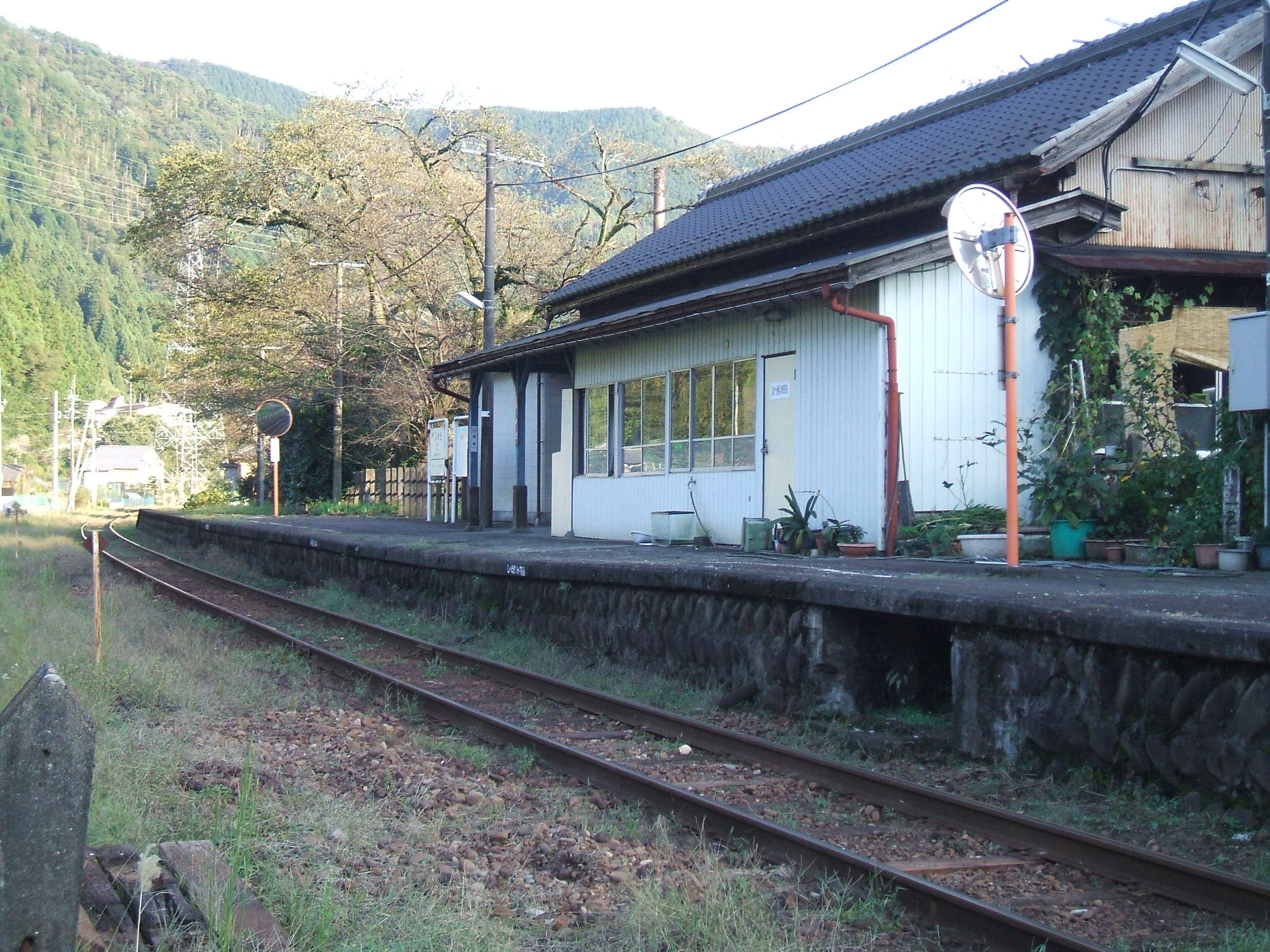
構内（2009年10月）

深戸駅（ふかどえき）は、岐阜県郡上市美並町三戸にある、長良川鉄道越美南線の駅である。駅番号は23。

## 歴史
- 1928年（昭和3年）5月6日：鉄道省越美南線美濃下川駅（現・大矢駅） - 当駅間開通時に終着駅として開設[1][2]。旅客・貨物取扱開始[2]。
- 1929年（昭和4年）12月8日：当駅 - 郡上八幡駅間延伸[1]。
- 1959年（昭和34年）10月10日：貨物取扱廃止[1][2]。
- 1974年（昭和49年）12月1日：荷物扱い廃止[4]、無人駅化[3]。
- 1986年（昭和61年）12月11日：越美南線が長良川鉄道へ転換。同社の駅となる[1][2]。

## 駅構造
単式ホーム1面1線を有する地上駅。木造駅舎を備える。
無人駅。1990年（平成2年）から駅舎内に喫茶店「ステーション深戸」を併設していたが、2013年（平成25年）9月30日をもって閉店した。

## 利用状況
| 年度               | 1日平均乗車人員 |
| ------------------ | --------------- |
| 2011年（平成23年） | 11              |
| 2012年（平成24年） | 7               |
| 2013年（平成25年） | 13              |
| 2014年（平成26年） | 11              |
| 2015年（平成27年） | 11              |

## 駅周辺
- 長良川
- 国道156号

## バス路線
郡上市自主運行バス
- 美並北ルート「深戸停留所」 （1日2往復、盆・年末年始を除く月・木に運行）
  - 駅前の国道156号線を西に200m進んだ位置にある交差点を北上した所に設置されている。
- 美並八幡線「深戸駅前停留所」　郡上市民病院前行／さつき苑行 （1日1往復、盆・年末年始を除く火・木に運行）

## その他
- 映画「長い散歩」のロケや、MEGARYUの「止まったままの恋時計」のPV撮影で使われた。

## 隣の駅
長良川鉄道
■越美南線
赤池駅（22） - 深戸駅（23） - 相生駅（24）